# (7495) Feynman
(7495) Feynman est un astéroïde de la ceinture principale.

## Description
(7495) Feynman est un astéroïde de la ceinture principale. Il fut découvert le 22 novembre 1995 à l'Observatoire Kleť par Miloš Tichý et Zdeněk Moravec
. Il présente une orbite caractérisée par un demi-grand axe de 2,80 UA, une excentricité de 0,16 et une inclinaison de 6,8° par rapport à l'écliptique.

## Compléments